# Flughafen Leschukonskoje

i8
i11
i13
Der Flughafen Leschukonskoje (russisch Аэропорт Лешуконское, wiss. Transliteration Aėroport Lešukonskoe, IATA-Code: LDG, ICAO-Code: ULAL) ist ein regionaler Passagierflughafen in der russischen Oblast Archangelsk. Er befindet sich etwa einen Kilometer westlich des namensgebenden Dorfes Leschukonskoje.

## Geschichte
Der Flughafen wurde am 5. Februar 1932 eröffnet und bediente anfangs die Strecken nach Archangelsk und Ust-Zilma. In den Jahren 1941 bis 1942 wurde die Start- und Landebahn erweitert und ein zweigeschossiges hölzernes Dienst- und Abfertigungsgebäude errichtet.
1974 wurde die Vereinigte Leschukonskojer Fliegerstaffel (LOAE) (Лешуконская объединённая авиаэскадрилья, ЛОАЭ) als Teil der Archangelsker Verwaltung für Zivilluftfahrt (Архангельское управление гражданской авиации) gegründet, welche fortan für den Betrieb aller Flughäfen des Leschukonski, Mesenski und Pineschski rajon zuständig war. Die LOAE hatte ihre Basis am Flughafen Leschukonskoje und verfügte über eine eigene Flotte von Antonow An-2. Im Zuge des Flughafenausbaues sowie einer Modernisierung Ende der 1970er Jahre wurde das Dienst- und Abfertigungsgebäude erneuert. Zudem war nun eine Wartung der Luftfahrzeuge möglich. Im Jahr 1979 wurde eine neue Start- und Landebahn errichtet, auf welcher auch die größeren Passagier- und Transportflugzeuge wie An-24, An-26, An-28, Jakowlew Jak-40 und Let L-410 bedient werden konnten. Im Jahr 1981 wurde die LOAE zur Vereinigte Leschukonskojer Fliegerabteilung (LOAO) (Лешуконский объединенный авиаотряд, ЛОАО) umgewandelt. Neben dem Transport von Passagieren, wurde der Flughafen zu dieser Zeit unter anderem als Basis für die Waldbrandbekämpfung sowie für Agrarflugzeuge, zur Versorgung von Geologen und für die notfallmedizinische Versorgung genutzt.
Nach dem Fall der Sowjetunion wurde die LOAO im Jahr 1992 aufgelöst. Nach mehreren Reorganisationen und Betreiberwechseln wird der Flughafen seit dem 2005 von der Offenen Aktiengesellschaft Aeroport Leschukonskoje (ОАО „Аэропорт Лешуконское“) betrieben.

## Zwischenfälle
- Am 24. Dezember 1983 stürzte eine Antonow An-24RW der Aeroflot (Luftfahrzeugkennzeichen CCCP-46617) aus Archangelsk kommend nach einem Strömungsabriss beim Durchstarten nach einem misslungenen Landeanflug auf den Flughafen Leschukonskoje ab. Von den 49 Personen an Bord überlebten nur 5 (darunter ein Crew-Mitglied) den Unfall. Ursache war ein Fehler des Piloten, welcher sich beim Landeanflug unter schlechten Wetterverhältnissen zu spät für ein Durchstarten der Maschine entschied. Das Flugzeug stürzte etwa 110 Meter rechts der Landebahn ab, zerbrach dabei und fing Feuer.[3]